# كونور نيوتن
كونور نيوتن (بالإنجليزية: Conor Newton)‏ (17 أكتوبر 1991 بنيوكاسل أبون تاين في المملكة المتحدة - ) هو لاعب كرة قدم بريطاني في مركز الوسط. لعب مع كامبريدج يونايتد ونادي روذرهام يونايتد ونادي سانت ميرين ونيوكاسل يونايتد.

## وصلات خارجية
- كونور نيوتن على موقع قاعدة بيانات كرة القدم.إي يو (الإنجليزية)
- كونور نيوتن على موقع Soccerbase.com (لاعب) (الإنجليزية)
- كونور نيوتن على موقع Soccerway.com (الإنجليزية)
- كونور نيوتن على موقع AS.com (الإسبانية)